# لئوپولد فردریش
لئوپولد فردریش (آلمانی: Leopold Friedrich; ۱ ژانویهٔ ۱۸۹۸ – ۱ ژانویهٔ ۱۹۶۲) وزنه‌بردار اهل اتریش بود.
وی همچنین برندهٔ جوایزی همچون مدال برنز بازی‌های المپیک تابستانی ۱۹۲۴ شده‌است.